# Aichryson intermedium
Aichryson intermedium är en fetbladsväxtart som beskrevs av David Bramwell och Rowley. Aichryson intermedium ingår i släktet Aichryson och familjen fetbladsväxter. Inga underarter finns listade i Catalogue of Life.